# محطة قطار عين الحجر
محطة عين الحجر، هي محطة سكة حديد جزائرية سابقة تقع في بلدية عين الحجر، بولاية سعيدة .

## وضع السكك الحديدية
تقع المحطة على ارتفاع 1 015,45 متر فوق مستوى سطح البحر، عند النقطة الكيلومترية (PK) 219,700 من خط وهران إلى قنادسة ، حيث تسبقها محطة سعيدة القديمة وتتبعها محطة بوراشد القديمة.

## تاريخ
وُضعت المحطة في الخدمة في1 يونيو 1881 أثناء افتتاح القسم من سعيدة إلى خرالفلاح من خط السكة الحديد الضيق القديم 1 055  مم من وهران إلى قنادسة [الفرنسية]، تسبقها محطة سعيدة (محطة الرباحية) وتبعتها محطة بوراشد.